# David Kabua
David Kabua (1951) is een Marshallese politicus die diende als de president van de Marshalleilanden van 2020 tot 2024. Hij vertegenwoordigde Wotho Atoll in de Wetgevende macht van de Marshalleilanden sinds 2008 en vervulde ambtstermijnen als minister van Volksgezondheid en Binnenlandse Zaken.

## Levensloop

### Vroege leven en Onderwijs
David Kabua werd geboren in Majuro in 1951 als het vierde kind en de tweede zoon van de eerste president van de Marshalleilanden, Amata Kabua, en zijn vrouw, voormalig First Lady Emlain Kabua. Hij genoot zijn opleiding aan de Xavier High School in Chuuk State, Federated States of Micronesia, waar hij in 1971 afstudeerde. Later studeerde hij aan de Universiteit van Hawaï, waar hij zijn academische achtergrond verder ontwikkelde.

### Carrière
Kabua begon zijn loopbaan als onderwijsassistent en werkte vervolgens als studentencontactfunctionaris en algemeen manager van de Marshalleilanden Ontwikkelingsautoriteit. Gedurende vier jaar diende hij als consul-generaal van de Marshalleilanden in Orange County, Californië, Verenigde Staten. Daarnaast beheerde hij gedurende een decennium zijn eigen privébedrijf.
In de politiek maakte Kabua zijn entree bij de Marshallese algemene verkiezingen van 2007, waar hij werd gekozen in de Wetgevende macht van de Marshalleilanden voor Wotho Atoll. Zijn politieke carrière bloeide verder met herverkiezingen in 2011, 2015 en 2019. Tijdens zijn tweede ambtstermijn diende hij in het kabinet-Loeak als minister van Volksgezondheid (2012–2013) en in 2014 werd hij benoemd tot minister van Binnenlandse Zaken.

### Presidentschap
Op 6 januari 2020 werd David Kabua gekozen tot President van de Marshalleilanden door de nationale wetgevende macht, waarbij hij Hilda Heine opvolgde. Zijn presidentschap werd gekenmerkt door aandacht voor kritieke kwesties zoals de strijd tegen klimaatverandering, onderhandelingen met de Verenigde Staten over de verlenging van een financieringsovereenkomst die in 2024 afliep, en de aanpak van het probleem van de Runit Dome.
Tijdens zijn presidentschap onderhield Kabua relaties met Taiwan, zoals beschreven door Meaghan Tobin in de South China Morning Post. Hij werd beschreven als een gematigde politicus die voortbouwde op het bestaande partnerschap.
In september 2020 schreef Kabua een openbare brief aan The Guardian waarin hij waarschuwde voor de ernstige risico's van klimaatverandering voor zijn land en de mogelijkheid dat zijn land zou verdwijnen.

### Opvolging
Op 3 januari 2024 droeg David Kabua het presidentschap over aan Hilda Heine na het verstrijken van zijn ambtstermijn.
- Gemeinsame Normdatei: 1246269406
- Virtual International Authority File: 8163163813705539110006